# 生穂町
生穂町（いくほちょう）は、兵庫県津名郡にあった町。現在の淡路市の南東部、淡路市役所の北方一帯、生穂川の流域にあたる。本項では町制前の名称である生穂村（なまりほむら）についても述べる。

## 地理
- 海洋：大阪湾
- 山岳：摩耶山
- 河川：生穂川

## 歴史
- 1889年（明治22年）4月1日 - 町村制の施行により、大谷村・生穂村・長沢村の区域を以って津名郡生穂村が発足。
- 1928年（昭和3年）3月15日 - 町制施行して生穂町となる。
- 1950年（昭和25年）3月30日 - 昭和天皇が町内に行幸（昭和天皇の戦後巡幸）。天皇は奉迎の声に応えながら日産農林工業のマッチ製造工場、淡路花卉園芸組合員のスイトピーを栽培する温室などを視察[1]。
- 1955年（昭和30年）4月1日 - 佐野町・志筑町・大町村・塩田村・中田村と合併して津名町が発足。同日生穂町廃止。

## 交通

### 道路
- 国道28号

## 出身・ゆかりのある人物
- 近藤賢二 - 実業家